# Кремона (провінція)
Провінція Кремона (італ. Provincia di Cremona) — провінція в Італії, у регіоні Ломбардія. 
Площа провінції — 1 772 км², населення — 365 143 осіб.
Столицею провінції є місто Кремона.

## Географія
Межує на півночі з провінцією Бергамо і провінцією Брешія, на сході з провінцією Мантуя, на півдні з регіоном Емілія-Романья (провінцією Парма, провінцією П'яченца), на заході з провінцією Лоді і провінцією Мілан.

## Основні муніципалітети
Найбільші за кількістю мешканців муніципалітети (ISTAT, 1/12/2008):
| Ном. | Герб | Муніципалітет   | Населення (осіб) | Площа (км²) | Густота (ab/км²) | Висота (м.н.р.м.) |
| ---- | ---- | --------------- | ---------------- | ----------- | ---------------- | ----------------- |
| 1°   |      | Кремона         | 72.266           | 70          | 1.032            | 45                |
| 2°   |      | Крема           | 33.814           | 34          | 995              | 79                |
| 3°   |      | Казалмаджоре    | 14.641           | 60          | 244              | 26                |
| 4°   |      | Кастеллеоне     | 9.537            | 44          | 217              | 66                |
| 5°   |      | Сорезіна        | 9.404            | 28          | 336              | 45                |
| 6°   |      | Пандіно         | 8.862            | 22          | 403              | 85                |
| 7°   |      | Рівольта-д'Адда | 8.140            | 30          | 392              | 101               |
| 8°   |      | Сончіно         | 7.641            | 41          | 214              | 89                |
| 9°   |      | Спіно-д'Адда    | 6.948            | 19          | 366              | 84                |
| 10°  |      | Піццігеттоне    | 6.944            | 32          | 217              | 46                |